# Henrik Petersson
Henrik Petersson (Uppsala, 6. travnja 1973.) je švedski matematičar, profesor matematike i pisac. Henrik Petersson je docent na Chalmers tekniska högskola i radi kao lektor za matematiku na Hvitfeldtska gymnasiet u Göteborgu. Usporedno sa svojim podučavanjem u hvitfeldtskoj gimnaziji, vodi mrežni tečaj za zainteresirane srednjoškolce. Stranica Problemnet financira se uz pomoć novčanih sredstava zaklade Solstickan.

## Životopis
Henrik Petersson je doktorirao matematiku 2001. godine. Godine 2010. magistrirao je kao gimnazijski profesor.
Između 2005. i 2008. objavio je 12 različitih znanstvenih radova i tekstova.
Petersson je najpoznatiji po svojoj knjizi Problemlösningens grunder, objavljenoj 2013. godine, koja se i danas aktivno koristi na njegovoj nastavi u hvitfeldtskoj gimnaziji.
Godine 2019. Petersson je objavio dvije nove knjige, s naslovima Avancera I i Avancera II.

## Dostignuća kao profesor
Velik broj njegovih učenika postiglo je velike uspjehe u raznovrsnim nacionalnim i međunarodnim natjecanjima u matematici.

## Ostala dostignuća
Petersson je također osvojio mnogo medalja u športovima kao što su trčanje i skijaško trčanje. Između ostalog najbrže je od svih četrnaestogodišnjaka pretrčao jedan krug od 10 km na Lidingöu (34:50, 1987.). Njegov trenutačni rekord u polumaratonu iznosi 1:07:12 (u Boråsu, 1994.). Također je bio prvak distrikta u skijaškom trčanju u Upplandu (1983. i 1985.) i u Smålandu (1986., 1987. i 1989.).

## Vanjske poveznice
- Službena web-stranica
- Problemnet